# Promachus horishanus
Promachus horishanus är en tvåvingeart som beskrevs av Matsumura 1916. Promachus horishanus ingår i släktet Promachus och familjen rovflugor.
Artens utbredningsområde är Taiwan. Inga underarter finns listade i Catalogue of Life.